# Ганнушкин, Пётр Борисович
Пётр Бори́сович Га́ннушкин (24 февраля [8 марта] 1875 — 23 февраля 1933, Москва) — русский и советский психиатр, ученик С. С. Корсакова и В. П. Сербского, профессор Московского университета, создатель психиатрической школы.

## Биография
Родился 24 февраля (8 марта) 1875 года в деревне Новосёлки Пронского уезда Рязанской губернии в многодетной семье земского врача Бориса Михайловича Ганнушкина (1838—1903). Его мать, Ольга Михайловна (урождённая Можарова, 1840—1901), была родом из обедневших мелкопоместных дворян. Она получила хорошее домашнее воспитание и образование, знала французский и немецкий языки, увлекалась философией, любила музыку, поэзию и живопись, была общительна, отзывчива. В 1878 году семья переехала в Ряжск, в 1880 году — в Рязань, где отец стал работать в 1-й мужской гимназии, куда в 9-летнем возрасте поступил П. Б. Ганнушкин. Учился отлично. Семья поселилась в доме № 872 на углу Мясницкой (Горького) и Александровской (Свердлова) улиц.
В 1893 году окончил гимназию с золотой медалью и поступил на медицинский факультет Московского университета. По окончании университетского курса в октябре 1898 года он отказался от предложения занять место штатного ординатора, так как это было по тому времени связано с исполнением надзирательских обязанностей и в течение 4 лет состоял экстерном в амбулаторной клинике вплоть до 1902 года. В это время им был написан ряд научных работ.
В 1902 году по предложению С. А. Суханова, В. П. Сербского и Г. И. Россолимо П. Б. Ганнушкин был принят в действительные члены Московского общества невропатологов и психиатров. В этом же году его избрали сверхштатным ассистентом психиатрической клиники, которую после смерти С. С. Корсакова возглавил в 1903 году профессор В. П. Сербский. В 1904 году защитил докторскую диссертацию «Острая паранойя». С того же года приват-доцент кафедры душевных болезней Московского университета. Он начал читать доцентский курс «Учение о патологических характерах».
В 1905 году Пётр Борисович посетил полуторамесячные курсы усовершенствования по психиатрии в клинике Э. Крепелина в Мюнхене. После этого он окончательно стал сторонником его учения. В 1906 году Пётр Борисович побывал в Парижской психиатрической больнице святой Анны, где ознакомился с работой клиники профессора В. Маньяна. В 1908 и 1911 годах П. Б. Ганнушкин прошёл курсы усовершенствования по психиатрии в клинике Э. Крепелина в Мюнхене повторно.
В 1911 году резко обострилась борьба за университетскую автономию, в ответ на которую последовали репрессии царского министра просвещения Л. А. Кассо. В 1911 году П. Б. Ганнушкин ушёл из университета вместе с другими прогрессивными учёными в знак протеста против репрессий царского ставленника Кассо. Он работал в качестве врача-ординатора с 1906 до 1914 годы в Московской Алексеевской психиатрической больнице, до призыва в армию. Был одним из создателей передового журнала «Современная психиатрия» (1907—1917), в дальнейшем принимал активное участие в издании «Журнала невропатологии и психиатрии им. С. С. Корсакова».
В 1917 году после демобилизации по болезни Пётр Борисович возвратился в Алексеевскую больницу. С 1918 года работал профессором кафедры психиатрии Московского университета (с 1930 года — 1-го Московского медицинского института) и директором университетской психиатрической клиники (ныне клиники имени С. С. Корсакова АМН России имени И. М. Сеченова).

«Ганнушкин вел в обстановке аудитории интимные и проникновенные беседы с сумасшедшими; он умел показать особенности их болезни столь ярко, что потом, шагая по улице, мы выискивали у самих себя соответствующие признаки и невольно начинали считать фонари и окна домов или предаваться навязчивым мыслям. Мы находили в каждом из нас черты психиатрических типов или конституций. Часто пациенты говорили о Чека, выдавали себя за Николая II, Керенского или Ленина. На Ганнушкина ходили артисты, литераторы и интересные девушки. Сам он был Квазимодо, но неотразимо нравился всем», — вспоминал его послереволюционный студент А. Л. Мясников.

## Семья
- Жена — пианистка Софья Владимировна Ганнушкина (в девичестве Клумова, 1880—1945), автор мемуарной прозы, сестра акушера-гинеколога, профессора Минского медицинского института (1938), Героя Советского Союза Е. В. Клумова.[4][5]
  - Сын — Алексей Петрович Ганнушкин (1920—1974), инженер-авиаконструктор, лауреат Государственной премии СССР.
    - Внучка — правозащитник Светлана Алексеевна Ганнушкина[6].

  - Сын — Александр ?
    - Внук — художник-иллюстратор Евгений Александрович Ганнушкин (1925—2010); правнук — художник, книжный иллюстратор А. Е. Ганнушкин (род. 1960); правнучка — книжный иллюстратор С. Е. Ганнушкина (род. 1947)[7].

## Научная деятельность
Создатель концепции малой психиатрии. В 1933 году разработал учение о патологических характерах, использовавшееся в советской и российской психиатрии до перехода на Международную классификацию болезней в 1997 году. В книге «Клиника психопатий: их статика, динамика и систематика» им была предложена следующая классификация: циклоиды, астеники, неустойчивые, антисоциальные, конституционально-глупые. Также были описаны дополнительные подгруппы: депрессивные, возбудимые, эмоционально-лабильные, неврастеники, психастеники, мечтатели, фанатики, патологические лгуны. Элементы его типологии в дальнейшем были использованы в работах А. Е. Личко.
Ганнушкин также занимался экспериментальным исследованием гипноза. П. Б. Ганнушкин критиковал теорию Ч. Ломброзо о «прирождённом преступнике». Интересовался психоаналитическими идеями и в экспериментальном порядке использовал психоаналитическую терапию. Своё отношение к психоанализу сформулировал в работе «О психотерапии и психоанализе».
П. Б. Ганнушкин описал признаки поведенческой патологии в виде склонности к дезадаптации, тотальности и стабильности.
Инициатор развития внебольничной психиатрической помощи. Под руководством П. Б. Ганнушкина в СССР начала создаваться система психоневрологических диспансеров, как новая форма внебольничной помощи психически больным. Создатель научной психиатрической школы. Среди учеников П. Б. Ганнушкина — профессор Ф. Ф. Детенгоф, С. Г. Жислин, А. Н. Молохов, профессор Я. П. Фрумкин, академик АМН СССР О. В. Кербиков, А. О. Эдельштейн, Б. Д. Фридман и др.

## Память

Могила П. Б. Ганнушкина на Новодевичьем кладбище в Москве

- В 1933 году Научно-исследовательским институтом невропсихиатрической профилактики Наркомздрава была учреждена ежегодная премия имени П. Б. Ганнушкина
- На стене дома 19 по Хлебному переулку в Москве до реконструкции в 2015 году располагалась мемориальная доска с упоминанием о проживании Ганнушкина в этом доме в 30-е годы XX века.

Именем врача названы:
- Набережная Ганнушкина в Москве;
- В 1936 году имя П. Б. Ганнушкина было присвоено Московской психиатрической больнице № 4, в которой был создан его мемориальный музей.
- Имя П. Б. Ганнушкина в своё время носил Научно-исследовательский невропсихиатрический институт

## В литературе
Известность Ганнушкина в 1920-30 годах была весьма велика, он был знаковой фигурой психиатрии того времени. Он является прототипом доктора Титанушкина из «Золотого телёнка» Ильфа и Петрова и, возможно, доктора Стравинского из «Мастера и Маргариты» М. А. Булгакова.

## Основные труды
- Суханов С. А., Ганнушкин П. Б. Прогрессивный паралич по данным Московской психиатрической клиники. — 1901.
- Суханов С. А., Ганнушкин П. Б. К вопросу о значении мышечного валика у душевнобольных. — 1901.
- Ганнушкин П. Б. Сладострастие, жестокость и религия. — 1901.
- Суханов С. А., Ганнушкин П. Б. К учению о навязчивых идеях. — 1902.
- Суханов С. А., Ганнушкин П. Б. К учению о меланхолии. — 1902.
- Суханов С. А., Ганнушкин П. Б. К учению о мании. — 1902.
- Суханов С. А., Ганнушкин П. Б. О циркулярном психозе и циркулярном течении. — 1903.
- Ганнушкин П. Б. Острая паранойя, клиническая сторона вопроса. — 1904.
- Ганнушкин П. Б. Резонирующее помешательство и резонёрство. — 1905.
- Ганнушкин П. Б. Психастенический характер. — 1907.
- Ганнушкин П. Б. Об эпилептоидном типе реакции. — 1927.
- Ганнушкин П. Б. Клиника психопатий, их статика, динамика, систематика. — 1933.
- Ганнушкин П. Б. Избранные труды. — 1964.

## О П. Б. Ганнушкине
- Хорошко В. К. Профессор П. Б. Ганнушкин (1875—1933). // Клиническая медицина, 1933. — Т. 11, № 7-8. — С. 422—423.
- Эдельштейн А. О. П. Б. Ганнушкин как учитель. // Советская невропатология, психиатрия и психогигиена, 1933. — Т. 2, вып. 5. — С. 7—8.
- Юдин Т. И. Памяти П. Б. Ганнушкина. // Советская психоневрология, 1933. — № 2. — С. 150.
- Завилянський І. Я. Пам’яті професора П. Б. Ганнушкіна до 25-річчя з дня виходу в світ книги «Клініка психопатій». // Збірних наукових праць, присвячених 150-річчю Київської психоневрологічної лікарні (1806—1956). — Київ: Б. в., 1959. — Т. 1. — С. 293—299.
- Галачьян А. Г. П. Б. Ганнушкин и современное состояние психиатрии (к 30-летию со дня смерти). // Журнал невропатологии и психиатрии им. С. С. Корсакова, 1963. — Т. 63, вып. 3. — С. 443—447.
- Банщиков В. М. Большой друг больного (к 100-летию со дня рождения П. Б. Ганнушкина). // Здоровье, 1975. — № 3. — С. 32.
- Гериш А. Г. Архивные источники о жизни и деятельности П. Б. Ганнушкина. // Журнал невропатологии и психиатрии им. С. С. Корсакова, 1975. — Т. 75, вып. 4. — С. 592—592.
- Гериш А. Г. П. Б. Ганнушкин. — М.: Медицина, 1975. — 64 с.
- Петрюк П. Т. Профессор Пётр Борисович Ганнушкин — выдающийся психиатр современной эпохи: к 125-летию со дня рождения (1875—1933). // Вісник Асоціації психіатрів України, 2000. — № 1. — С. 211—231.